# تایروون (اکلاهما)
تایروون(به انگلیسی: Tyrone) شهری در ایالت اکلاهما کشور ایالات متحده آمریکا است که جمعیت آن در سرشماری سال ۲۰۱۰ میلادی، ۷۶۲ نفر بوده‌است.